# Gnophos rubefactaria
Gnophos rubefactaria là một loài bướm đêm trong họ Geometridae.